# ارماندینیو (بازیکن فوتبال)
ارماندینیو (انگلیسی: Armandinho; June 3, 1911 – ۲۶ مهٔ ۱۹۷۲) بازیکن فوتبال اهل برزیل بود.
از باشگاه‌هایی که در آن بازی کرده‌است می‌توان به باشگاه فوتبال بوتافوگو، باشگاه فوتبال پالمیراس، باشگاه فوتبال سانتوس، باشگاه فوتبال باهیا، و باشگاه فوتبال سائو پائولو اشاره کرد.
وی همچنین در تیم ملی فوتبال برزیل بازی کرده‌است.